# Primeira Batalha de Albert (1914)
A Batalha de Albert (também designada por Primeira Batalha de Albert) teve início no dia 25 de Setembro de  1914, durante o período conhecido como "corrida para o mar" durante a Primeira Guerra Mundial. Seguiu-se à Primeira Batalha do Aisne onde ambos os lados se movimentaram para norte, numa tentativa de cercarem o flanco norte de cada um dos seus adversários. O Segundo Exército supervisionado por Noël de Castelnau, começou a juntar-se em Amiens, em meados de Setembro, e foi comandado pelo general Joseph Joffre, o Generalissimo do Exército Francês, para atacar perto de  Albert.
Em 25 de Setembro, O Segundo Exército avançou para leste mas, em vez de avançar  but instead of advancing round an open northern flank, encontrou o 6.º Exército alemão a atacar na direcção oposta, o qual chegou a Bapaume a 26 de Setembro, e a Thiepval no dia a seguir. Os alemães tencionavam cercar os franceses e dirigir-se para leste em direcção ao Canal da Mancha, tomando as regiões industriais e agrícolas do Norte da França, e isolando a Bélgica. Nenhum dos lados conseguiu, de forma decisiva, derrotar o seu oponente, e a batalha terminou no dia 29 de Setembro quando amos os lados tentaram flanquear, de novo, a norte de Albert, na Batalha de Arras (1–4 de Outubro).